# Luohe
Luohe (漯河; pinyin: Luòhé) er en kinesisk by på præfekturniveau i provinsen Henan i det centrale Kina. Præfekturet har et areal på 	2,617 km2, og en befolkning på 2.511.000 mennesker med en tæthed på 959.5 indb./km2 .

## Administrative enheder
Luohe består af tre bydistrikter og to amter:
- Bydistriktet Yuanhui (源汇区), 202 km², 300.000 indbyggere, sæde for lokalregeringen;
- Bydistriktet Yancheng (郾城区), 413 km², 470.000 indbyggere;
- Bydistriktet Shaoling (召陵区), 405 km², 480.000 indbyggere;
- Amtet Wuyang (舞阳县), 776 km², 610.000 indbyggere;
- Amtet Linying (临颍县), 821 km², 710.000 indbyggere.

## Trafik

### Jernbane
Den vigtige jernbanelinje Jingjiubanen stopper her på sin rute fra Beijing til Kowloon i Hongkong. Denne linje går passerer blandt andet Hengshui, Heze, Xinzhou, Jiujiang, Nanchang, Heyuan, Huizhou og Shenzhen.

### Vej
Kinas rigsvej 107 fører gennem området. Den løber fra Beijing til Shenzhen ved Hongkong, og passerer provinshovedstædene Shijiazhuang, Zhengzhou, Wuhan, Changsha og Guangzhou.
33°34′N 114°02′Ø / 33.567°N 114.033°Ø